# Habrotrocha minima
Habrotrocha minima är en hjuldjursart som beskrevs av De Koning 1947. Habrotrocha minima ingår i släktet Habrotrocha och familjen Habrotrochidae. Inga underarter finns listade i Catalogue of Life.